# Dorfkirche Grassau (Schönewalde)

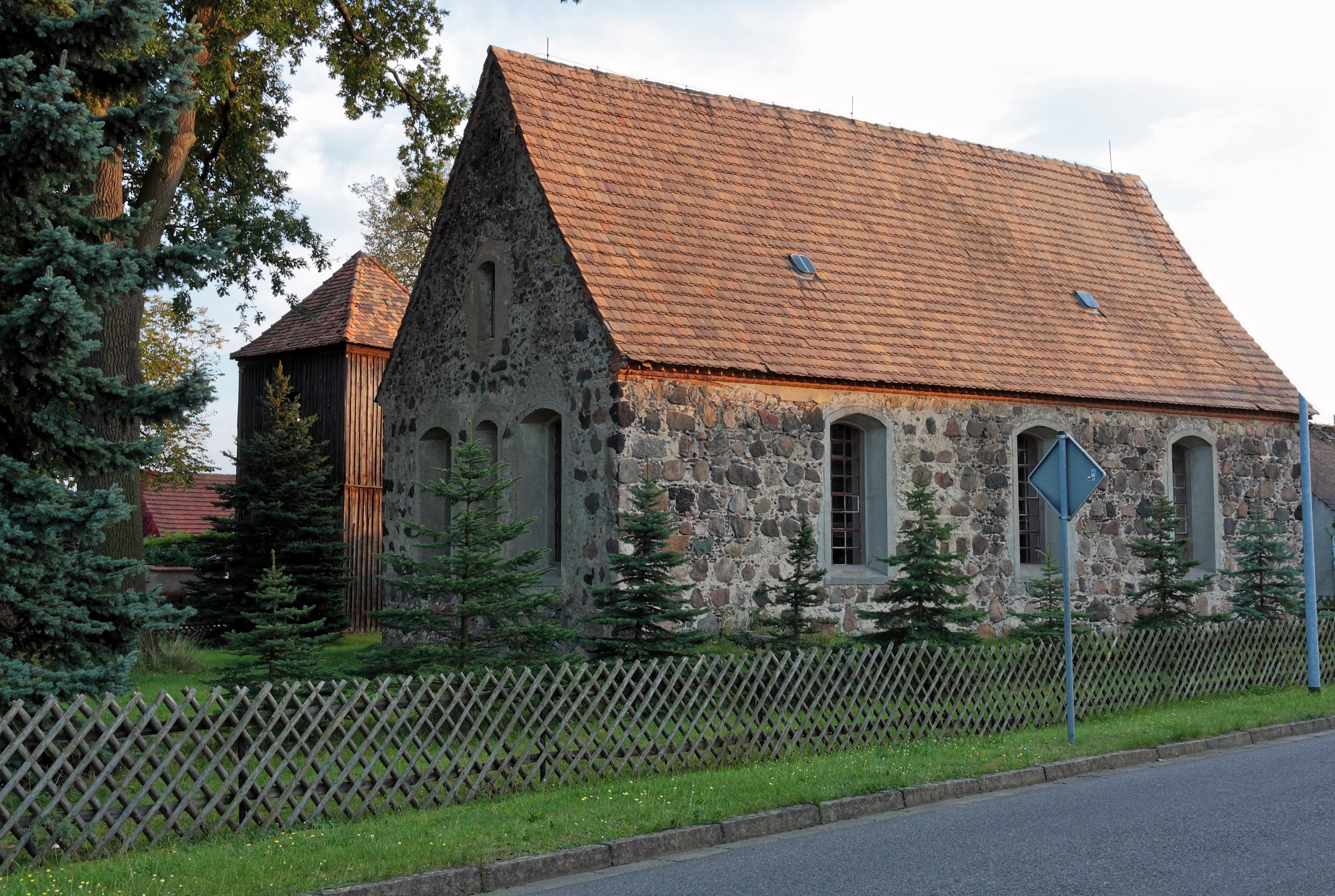
Dorfkirche Grassau (Schönewalde)

Die evangelische, denkmalgeschützte Dorfkirche Grassau steht in Grassau, einem Ortsteil der Stadt Schönewalde im Landkreis Elbe-Elster in Brandenburg. Die Kirche gehört zum Kirchengemeindeverband Schönewalde im Kirchenkreis Bad Liebenwerda der Evangelischen Kirche in Mitteldeutschland.

## Beschreibung
Die Feldsteinkirche stammt aus der zweiten Hälfte des 13. Jahrhunderts. Das Langhaus mit drei Fenstern an den Längsseiten und drei an der Ostwand ist mit einem Satteldach bedeckt. Das danebenstehende, mit einem Pyramidendach bedeckte Glockenhaus aus mit Brettern verschaltem Holzfachwerk stammt aus dem 18. Jahrhundert, in ihm hängt eine Kirchenglocke aus der ersten Hälfte des 14. Jahrhunderts.
Der mit Emporen ausgestattete Innenraum ist mit einer Flachdecke überspannt. Zur Kirchenausstattung gehört ein Kanzelaltar in Form einer Ädikula aus der zweiten Hälfte des 18. Jahrhunderts, bei dem eine Kanzel von 1657 verwendet wurde. Die Orgel mit neun Registern auf einem Manual und Pedal wurde 1870 von Christian Friedrich Raspe gebaut.